# 瑞昌大屋
瑞昌大屋，位于中国广东省云浮市郁南县连滩西坝村，为郁南县的一个县级文物保护单位，类型为古建筑，公布时间为2005年9月14日。
瑞昌大屋的历史年代为清代。